# Georgi Petkov
Georgi Stoyanov Petkov (Bulgaars: Георги Стоянов Петков) (Pazardzjik, 14 maart 1976) is een Bulgaarse doelman in het betaald voetbal. Hij verruilde in 2001 Slavia Sofia voor Levski Sofia. Daarmee werd hij in 2002, 2006, 2007 landskampioen, won hij in 2002, 2003, 2005 en 2007 de nationale beker en in 2005 en 2007 de Bulgaarse Supercup.